# Cava Grande
Cava Grande é um distrito do município brasileiro de Marliéria, no interior do estado de Minas Gerais. Segundo o censo demográfico de 2022, realizado pelo Instituto Brasileiro de Geografia e Estatística (IBGE), sua população era de 2 947 habitantes e havia 1 035 domicílios particulares permanentes ocupados. Possui área de 231,34 km² conforme a Fundação João Pinheiro (FJP). Foi criado pela lei nº 863 de 2 de maio de 2006.
De acordo com o IBGE, em 2010 a população era de 2 374 habitantes e havia 994 domicílios particulares.

## Descrição
Está situado a cerca de 50 km do distrito-sede de Marliéria e abrange a maior parte da população municipal (cerca de 64% do total), segundo o censo de 2022. Neste ano, 2 289 moradores (77,67%) residiam na zona urbana de Cava Grande e 658 (22,33%) na zona rural. Já ocorreram manifestações a favor da emancipação do distrito.
Cava Grande tem acesso facilitado à cidade de Timóteo por meio da LMG-760, que também liga o distrito à BR-262 em Dionísio. A empresa São Roque mantém linhas que conectam a localidade com Dionísio e as cidades da Região Metropolitana do Vale do Aço. Encontra-se dentro da área do Parque Estadual do Rio Doce (PERD), que é uma das maiores reservas de Mata Atlântica do estado de Minas Gerais e foi criado em 1944.

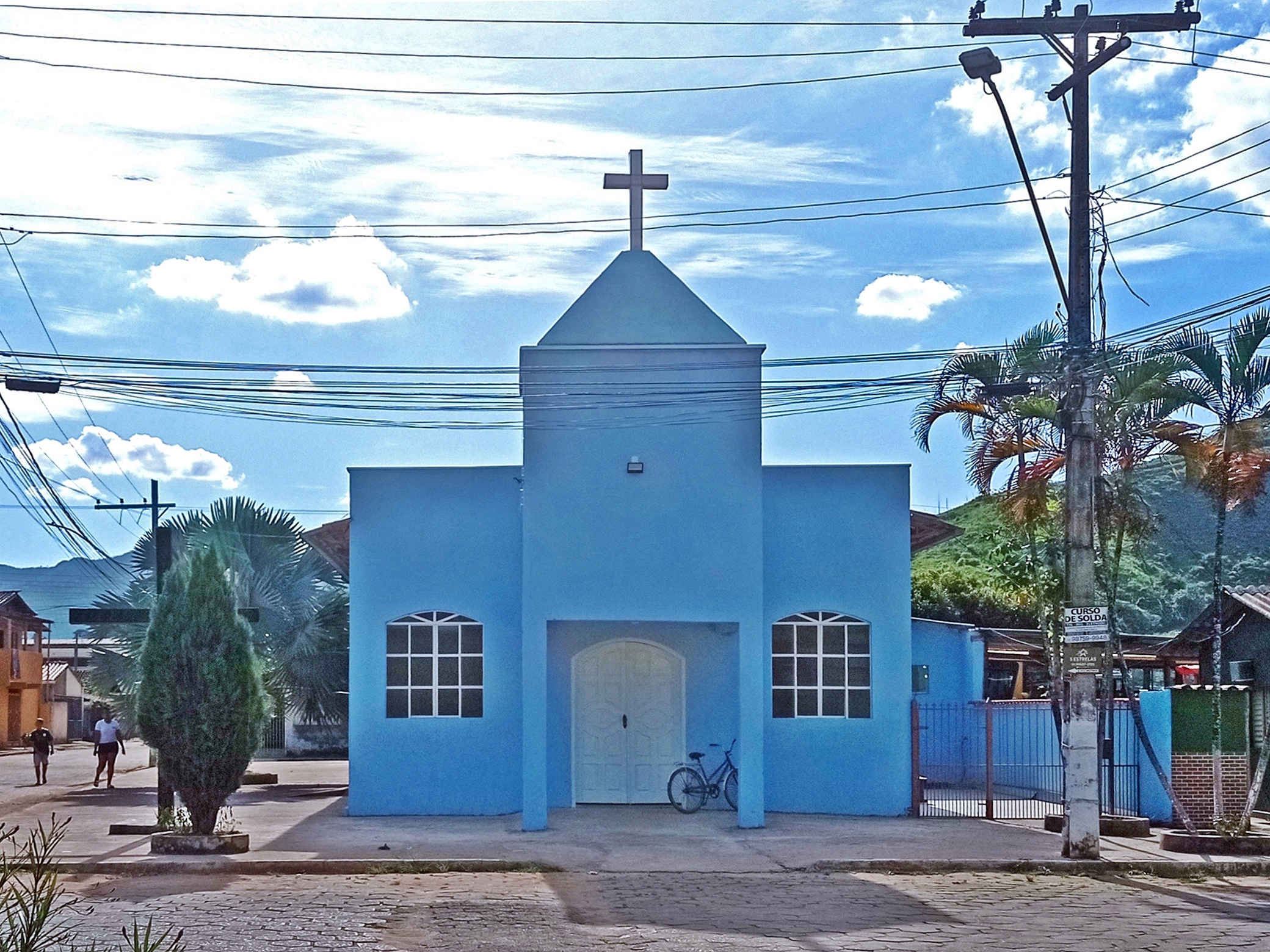
Fachada da Igreja Católica de Cava Grande
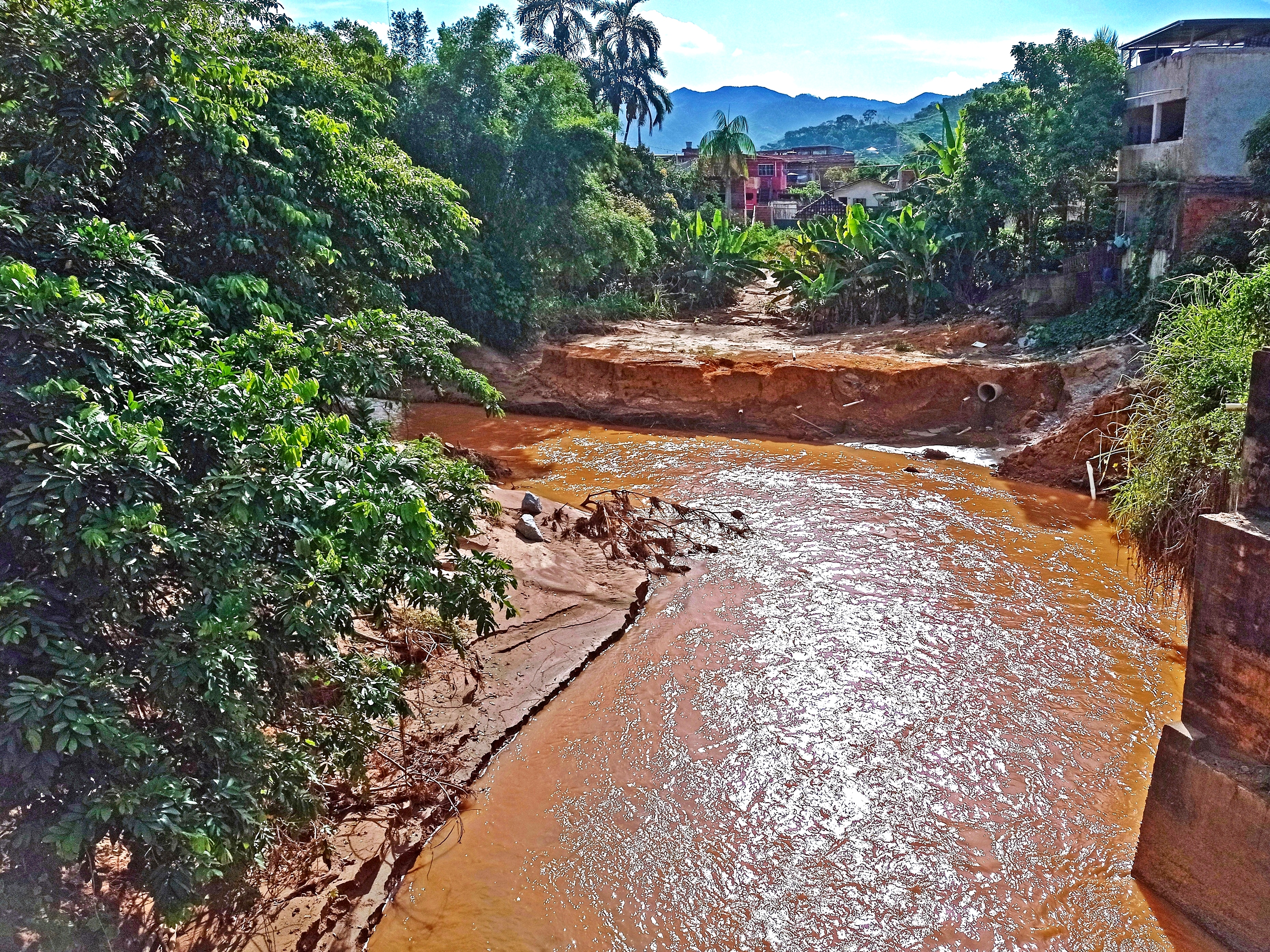
Ribeirão do Belém em Cava Grande